# Allogaster geniculatus
Allogaster geniculatus är en skalbaggsart som beskrevs av Thomson 1864. Allogaster geniculatus ingår i släktet Allogaster och familjen långhorningar.
Artens utbredningsområde är Senegal. Inga underarter finns listade i Catalogue of Life.